# Domján László (orvos)
Domján László (Budapest, 1953. április 20. –) orvos, belgyógyász, reumatológus, az agykontroll magyarországi meghonosítója.

## Élete
Mérnök apa és matematika-tanárnő hatodik gyermekeként született. 1977-ben végezte el az orvosi egyetemet Budapesten. Először belgyógyászként Budapesten, majd reumatológusként dolgozott az Országos Reumatológiai és Fizioterápiás Intézetben.
1989-ben Genfben, az orvosi egyetemen elvégezte az amerikai agykontrolloktatók kurzusát, majd hazánkban is meghonosította a mexikói származású texasi férfi, José Silva módszerét. Lenyűgözte az a lehetőség, amit ez a logikus, könnyen elsajátítható mentális eszköztár kínál. 1990-ben kezdte el tartani Magyarországon a négynapos, két hétvégés agykontrolltanfolyamokat. Az 1990-es évek vége óta Ultra elnevezésű, kétnapos továbbképző tanfolyamot is rendszeresen vezet idehaza és számos külföldi országban, ami elsősorban a gyógyításhoz és a gyógyuláshoz ad kiegészítő tudást.
2010-ben azt nyilatkozta, hogy még ma is nagyon élvezi a tanítást, és örömmel tölti el, hogy szinte naponta kap visszajelzést olyan emberektől, akik az agykontroll segítségével ilyen-olyan vonatkozásban jobbá tudták tenni az életüket. Reumatológusként ugyan már csak barátait és rokonait kezeli, mégis orvosnak tartja magát, csak éppen olyan orvosnak, aki azzal gyógyít, hogy sokaknak megtanítja, hogyan mozgósíthatják szervezetük hatalmas öngyógyító erejét, hogy azt orvosuk erőfeszítéséhez hozzáadva még „gyógyíthatatlan” betegség esetén is esélyük legyen az egészség visszaszerzésére. 1989 óta számos kiadványt jelentetett meg.
Több könyvet írt az összes generáció számára, amelyben problémamegoldó feladatok vannak. Megjelentek különféle emberek sikeres beprogramozásáról szóló könyvek, illetve útmutatók a sikeres relaxáció és programozás elsajátításához. Ezen túlmenően a sikeres relaxációhoz hangfelvételek is napvilágot láttak. Éveken át minden hónapban legalább egyszer tartott négynapos tanfolyamot Budapesten, illetve Magyarország más jelentősebb városaiban is; jelenleg az általa tanított oktatók tartják a tanfolyamokat, köztük a testvérei. Szerepelt már több külföldi országban is.

## Magánélete
1977-ben született  Eszter lánya pszichológus, 1980-ban született András fia hipnoterapeuta. Első feleségétől elvált. 2008-ban nősült újra, második feleségével boldog házasságban él. 2013-ban Parkinson-kórt diagnosztizáltak nála, amit eleinte saját módszerével próbált gyógyítani, ma hagyományos orvosi terápiával és alternatív módszerekkel kezelteti magát.

## Könyvei
- José Silva–Philip Miele: Agykontroll Silva módszerével; ford. Domján László, Domjánné Harsányi Katalin, Domján Gábor; Domján László, Bp., 1989
- José Silva: A Silva-módszer. Az emberiség megjobbításáért; ford. Domján László, Domján Gábor, Domjánné Harsányi Katalin; Agykontroll, Bp., 1990
- José Silva–Robert B. Stone: Gyógyíthatsz. Az öngyógyítás és gyógyítás döbbenetes módja; ford. Domján László, Domján Andrea; Agykontroll, Bp., 1990
- Agykontroll sikerek; Agykontroll, Bp., 1993
- Carolyn Deal: Gazdagság; ford. Domjánné Harsányi Katalin, Domján László; Agykontroll, Bp., 1995
- Jónás Jenő: Fogamzáskontroll; ford. Marton Veronika, átdolg. Domján László; Agykontroll, Bp., 1995
- Agykontroll. Tanfolyami kézikönyv; José Silva és munkatársai anyagának felhasználásával összeáll. Domján László, Domján Gábor; Agykontroll, Bp., 1996
- Alan R. Gaby: Hogyan gyógyítható és előzhető meg a csontritkulás?; ford. Domján László, Szebenyi Béla; Agykontroll, Bp., 1996
- Hétköznapi csodák agykontroll(lal); szerk. Domján László, Sólyom Ildikó; Agykontroll, Bp., 1997
- Útravaló agykontrollosoknak; szerk. Domján László, Sólyom Ildikó; Agykontroll, Bp., 1998
- Richard Thomas: Flor essence, a gyógyulás és egészség itala; ford. Domján Ferenc, Domján László; Agykontroll, Bp., 1999
- Domján László–Kígyós Éva–Sólyom Ildikó: Gyógyulj meg!; Agykontroll, Bp., 2001
- Újabb hétköznapi csodák agykontroll(lal); szerk. Domján László, Sólyom Ildikó; Agykontroll, Bp., 2001
- Eckhart Tolle: A most hatalma. Útmutató a megvilágosodáshoz; ford. Domján László, Jónai Hava; Agykontroll, Bp., 2001
- Agykontroll tanfolyam után; az újraprogramozáshoz felhasznált mentális gyakorlatok szövegét José Silva írta és Domján Gábor ford.; Agykontroll, Bp., 2003 + CD
- Eckhart Tolle: Megszólal a csend; ford. Domján László; Agykontroll, Bp., 2003
- A hatékony tanulás mesterfogásai. Munkafüzet; Agykontroll, Bp., 2004 + DVD
- After taking the Silva course, 1-2.; angolra ford. Frank Dunay; Hungary–Agykontoroll Ltd., Bp., 2004 + CD
- Domján László–Popper Péter–Váradi Tibor: Félelem, hit, gyógyulás; Saxum–Affarone Kft., Bp., 2005 (Az élet dolgai)
- Fogyás mobillal és CD-vel; Agykontroll, Bp., 2006 + CD
- Eckhart Tolle: Új föld. Ráébredni életed céljára; ford. Domján László; Agykontroll, Bp., 2006
- Gyerekként is egyre jobban. Információ a gyerekagykontroll-tanfolyamokról felnőtteknek és ösztönző sikertörténetek gyerekeknek; szerk. Domján László, Sólyom Ildikó; Agykontroll, Bp., 2007
- Vallás, agykontroll, ima; szerk. Domján László; Agykontroll Kft., Bp., 2009
- Eckhart Tolle–Robert S. Friedman: Milton titka. Fedezd fel a most erejét!; ford. Domján László; Agykontroll Kft., Bp., 2009
- További hétköznapi csodák agykontroll(lal); szerk. Domján László, Sólyom Ildikó; Agykontroll, Bp., 2012
- Domján László–Kígyós Éva: Praktikus tanácsok agykontrollosoknak; Agykontroll, Bp., 2015